# Interventionisme
Interventionisme is in de politiek een beleidsmatige of niet-defensieve actie, ondernomen door een natie of staat of andere geopolitieke entiteit, om een economie of maatschappij te manipuleren (beïnvloeden).
Bij economisch interventionisme intervenieert een staat in zijn eigen economie. In het geval van buitenlands interventionisme intervenieert een staat in de politiek van een ander land.
Interventionisme staat in de economische theorie tegenover laisser-faire.